# Saint-Philbert-sur-Boissey
Saint-Philbert-sur-Boissey é uma comuna francesa na região administrativa da Normandia, no departamento de Eure. Estende-se por uma área de 3,02 km². Em 2010 a comuna tinha 172 habitantes (densidade: 57 hab./km²).